# Dernostea tanakai
Dernostea tanakai là một loài bọ cánh cứng trong họ Cryptophagidae. Loài này được Sasaji miêu tả khoa học năm 1984.